# Mr. Brightside
Mr. Brightside is de eerste single van de Amerikaanse rockband The Killers en is afkomstig van hun debuutalbum Hot Fuss. Het nummer gaat over een jaloerse en paranoïde man die denkt dat zijn partner vreemdgaat.

## Videoclip
Er bestaan twee videoclips voor het nummer. De eerste versie staat ook wel bekend als de versie voor het Verenigd Koninkrijk en is opgenomen begin 2004 in New York. De regie was in handen van Brad Palmer en Brian Palmer. Een tweede versie voor de Amerikaanse markt werd gefilmd in Los Angeles eind 2004. De videoclip is geregisseerd door Sophie Muller. Invloeden van de Amerikaanse film Moulin Rouge! uit 2001 zijn duidelijk te zien. Deze versie won een MTV Video Music Award voor beste videoclip van een nieuwe artiest.

## Tracklist

### Europa
| Nr. | Titel                            | Tekst                         | Duur |
| --- | -------------------------------- | ----------------------------- | ---- |
| 1.  | Mr. Brightside                   | Brandon Flowers, Dave Keuning |      |
| 2.  | Somebody Told Me (Insider Remix) | The Killers                   |      |

| Nr. | Titel                                                    | Tekst            | Duur |
| --- | -------------------------------------------------------- | ---------------- | ---- |
| 1.  | Mr. Brightside                                           | Flowers, Keuning |      |
| 2.  | Somebody Told Me (Insider Remix)                         | The Killers      |      |
| 3.  | Mr. Brightside (Jacques Lu Cont's Thin White Duke Remix) | Flowers, Keuning |      |

### Verenigd Koninkrijk
| Nr. | Titel                  | Tekst                  | Duur |
| --- | ---------------------- | ---------------------- | ---- |
| 1.  | Mr. Brightside         | Flowers, Keuning       |      |
| 2.  | Smile Like You Mean It | Flowers, Mark Stoermer |      |

| Nr. | Titel                  | Tekst             | Duur |
| --- | ---------------------- | ----------------- | ---- |
| 1.  | Mr. Brightside         | Flowers, Keuning  |      |
| 2.  | Smile Like You Mean It | Flowers, Stoermer |      |
| 3.  | On Top                 | The Killers       |      |
| 4.  | Who Let You Go?        |                   |      |

| Nr. | Titel           | Tekst            | Duur |
| --- | --------------- | ---------------- | ---- |
| 1.  | Mr. Brightside  | Flowers, Keuning |      |
| 2.  | Who Let You Go? |                  |      |

| Nr. | Titel                        | Tekst            | Duur |
| --- | ---------------------------- | ---------------- | ---- |
| 1.  | Mr. Brightside (radioversie) | Flowers, Keuning |      |
| 2.  | Change Your Mind             | Flowers, Keuning |      |

| Nr. | Titel                            | Tekst             | Duur |
| --- | -------------------------------- | ----------------- | ---- |
| 1.  | Mr. Brightside                   | Flowers, Keuning  |      |
| 2.  | Somebody Told Me (Insider Remix) | The Killers       |      |
| 3.  | Midnight Show (SBN Live Session) | Flowers, Stoermer |      |

### Verenigde Staten
| Nr. | Titel          | Tekst            | Duur |
| --- | -------------- | ---------------- | ---- |
| 1.  | Mr. Brightside | Flowers, Keuning |      |

| Nr. | Titel                                                    | Tekst            | Duur |
| --- | -------------------------------------------------------- | ---------------- | ---- |
| 1.  | Mr. Brightside (Jacques Lu Cont's Thin White Duke Remix) | Flowers, Keuning |      |
| 2.  | Mr. Brightside (The Lindbergh Palace Club Remix)         | Flowers, Keuning |      |
| 3.  | Mr. Brightside (Jacques Lu Cont's Thin White Duke Dub)   | Flowers, Keuning |      |
| 4.  | Mr. Brightside (The Lindbergh Palace Radio Remix)        | Flowers, Keuning |      |
| 5.  | Mr. Brightside (The Lindbergh Palace Dub)                | Flowers, Keuning |      |
| 6.  | Mr. Brightside (videoclip)                               | Flowers, Keuning |      |

### Australië
| Nr. | Titel                                             | Tekst            | Duur |
| --- | ------------------------------------------------- | ---------------- | ---- |
| 1.  | Mr. Brightside                                    | Flowers, Keuning |      |
| 2.  | Somebody Told Me (Josh Harris Remix, radioversie) | The Killers      |      |
| 3.  | Who Let You Go                                    |                  |      |
| 4.  | Mr. Brightside (videoclip)                        | Flowers, Keuning |      |

## Hitlijsten

### NederlandseMega Top 50
| Positie: | 49 | 35 | 36 | uit |

### NederlandseSingle Top 100
| Positie: | 67 | 66 | 89 | uit |

### NPO Radio 2 Top 2000
| Nummer met noteringen in de NPO Radio 2 Top 2000 | '14  | '15 | '16 | '17 | '18 | '19 | '20 | '21 | '22 | '23 | '24 |
| ------------------------------------------------ | ---- | --- | --- | --- | --- | --- | --- | --- | --- | --- | --- |
| Mr. Brightside                                   | 1175 | 305 | 244 | 178 | 178 | 185 | 140 | 130 | 118 | 116 | 92  |

1. ↑  Een vetgedrukt getal geeft de hoogste notering aan.
2. ↑  2014 was het eerste jaar met een notering voor dit nummer.